# Włoska Flotylla Morza Czerwonego
Włoska Flotylla Morza Czerwonego została utworzona jako część Regia Marina (Królewska Włoska Marynarka Wojenna) operująca we Włoskiej Afryce Wschodniej z główną bazą w Massaua, w Erytrei. Formalnie działania wojenne trwały tam od wypowiedzenia wojny Wielkiej Brytanii i Francji przez Benito Mussoliniego 10 czerwca 1940 r. do upadku Massauy, który nastąpił 8 kwietnia 1941 r.
Flotylla, mimo braków w zaopatrzeniu, zwłaszcza w paliwo, była uważana przez Brytyjczyków za zagrożenie dla ich konwojów zmierzających z Oceanu Indyjskiego na Morze Śródziemne, które w efekcie były zmuszone do opływania Afryki wokół Przylądka Dobrej Nadziei.
Flotylla, odcięta od reszty Floty i pozbawiona dostaw, mogła prowadzić jedynie ograniczone działania bojowe, i w obliczu brytyjskiej ofensywy jej dowódcy, wobec braku paliwa uniemożliwiającego ewakuowanie okrętów odciętych na Morzu Czerwonym, zdecydowali się na samozatopienie ocalałych okrętów (wyjątkiem były cztery okręty podwodne, które przebiły się do Francji i dwa pomocnicze krążowniki, które dotarły do Japonii).
- Skład Flotylli w dniu wybuchu wojny:
  - 3 Dywizjon Niszczycieli (typ Sauro) 
    - "Francesco Nullo" - zatopiony 22 listopada 1940
    - "Nazario Sauro" - zatopiony przez RAF 3 kwietnia 1941
    - "Cesare Battisti" - zatopiony przez załogę 3 kwietnia 1941
    - "Daniele Manin" - zatopiony przez RAF 3 kwietnia 1941

  - 5 Dywizjon  Niszczycieli (Leone)
    - "Pantera" - zatopiony przez załogę 3 kwietnia 1941
    - "Tigre" - zatopiony przez załogę 3 kwietnia 1941
    - "Leone" - wpadł na skały i został zatopiony przez załogę 1 kwietnia 1941

  - 21 Dywizjon Kutrów Torpedowych: 
    - MAS 204 - utracony w wyniku problemów mechanicznych
    - MAS 206 - utracony w wyniku problemów mechanicznych
    - MAS 210 - utracony w wyniku problemów mechanicznych
    - MAS 213 - zatopiony przez załogę 8 kwietnia 1941
    - MAS 216 - utracony w wyniku problemów mechanicznych

  - 8 Grupa Okrętów Podwodnych:
    - 81 Dywizjon Okrętów Podwodnych:
      - „Alberto Guglielmotti”(inne języki) - odpłynął do Bordeaux (Francja)
      - „Galileo Ferraris”(inne języki) - odpłynął do Bordeaux (Francja)
      - "Galileo Gallilei" - zdobyty przez Brytyjczyków 19 czerwca 1940
      - "Luigi Galvani" - zatopiony 24 czerwca 1940

    - 82 Dywizjon Okrętów Podwodnych: 
      - "Perla" - odpłynął do Bordeaux (Francja)
      - "Macallè" - zatopiony 15 czerwca 1940
      - „Archimede”(inne języki) - odpłynął do Bordeaux (Francja)
      - "Evangelista Toricelli" - zatopiony 23 czerwca 1940

  - Pozostałe okręty:
    - Okręt kolonialny (nave coloniale) "Eritrea" (2170 ts) - odpłynął do Kobe  (Japonia), poddał się aliantom w Kolombo (Cejlon) po kapitulacji Włoch
    - Torpedowiec "Vincenzo Giordano Orsini" (670 ts/837 t full load) - zatopiony przez załogę 8 kwietnia 1941
    - Torpedowiec "Giovanni Acerbi" (670 ts/837 t full load) - zatopiony przez załogę w Massawie jako okręt blokujący wejście do portu
    - Kanonierka "G. Biglieri" (620 ts) - zatopiona
    - Kanonierka "Porto Corsini" (290 ts) - zatopiona
    - Stawiacz min "Ostia" (620 ts) - zatopiony przez RAF podczas ataku na bazę flotylli w Massawie, mając wciąż na pokładzie komplet min
    - Krążownik pomocniczy "Ramb I" (3667 BRT) - zatopiony 27 lutego 1941
    - Krążownik pomocniczy "Ramb II" (3667 BRT) - odpłynął do Kobe (Japonia), wcielony do Japońskiej Cesarskiej Marynarki Wojennej po kapitulacji Włoch
    - Okręt szpitalny "Aquileia" - dawny "Ramb IV" - zdobyty przez Brytyjczyków 10 kwietnia